# Scinax squalirostris
Espèce
Synonymes
- Hyla squalirostris Lutz, 1925
- Hyla lindneri Müller & Hellmich, 1936
- Hyla evelynae Schmidt, 1944

Statut de conservation UICN

 LC  : Préoccupation mineure
Scinax squalirostris est une espèce d'amphibiens de la famille des Hylidae.

## Répartition
Cette espèce se rencontre du niveau de la mer jusqu'à 1 500 m d'altitude, :
- dans le nord-est de l'Argentine ;
- dans le sud du Brésil ;
- dans le sud du Paraguay ;
- en Uruguay ;
- une population isolée a été observée en Bolivie.

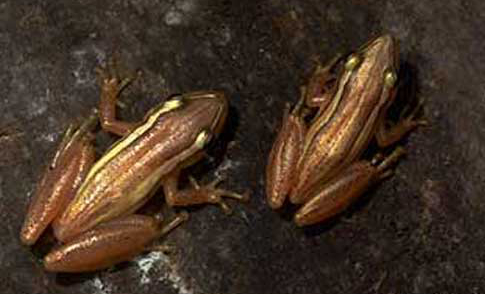
Scinax squalirostris

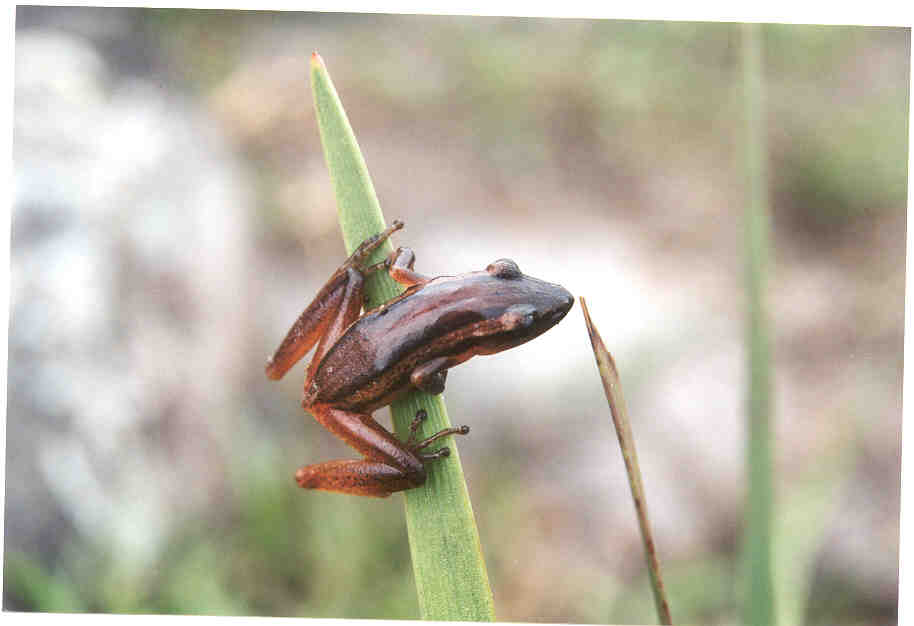
Scinax squalirostris

## Publication originale
- Lutz, 1925 : Batrachiens du Brésil II. Compte Rendu des Séances de la Société de Biologie Paris, vol. 93, p. 211–214.